# Nuoto ai Giochi della XXXII Olimpiade - 100 metri farfalla maschili
La gara di nuoto dei 100 metri farfalla maschili dei Giochi della XXXII Olimpiade di Tokyo è stata disputata tra il 29 e il 31 luglio 2021 presso il Tokyo Aquatics Centre. Vi hanno partecipato 59 atleti provenienti da 46 nazioni.
La competizione è stata vinta dal nuotatore statunitense Caeleb Dressel, mentre l'argento e il bronzo sono andati rispettivamente all'ungherese Kristóf Milák e allo svizzero Noè Ponti.

## Record
Prima della competizione il record del mondo e il record olimpico erano i seguenti:
|  | 49"50 | Caeleb Dressel Stati Uniti | 26 luglio 2019 Gwangju, Corea del Sud  |
|  | 50"39 | Joseph Schooling Singapore | 12 agosto 2016 Rio de Janeiro, Brasile |

Durante la competizione sono stati stabiliti i seguenti record:
| Data      | Evento       | Atleta         | Nazione     | Tempo | Record | Nota  |
| --------- | ------------ | -------------- | ----------- | ----- | ------ | ----- |
| 29 luglio | Batteria 8   | Caeleb Dressel | Stati Uniti | 50"39 |        | [ 5 ] |
| 30 luglio | Semifinale 1 | Kristóf Milák  | Ungheria    | 50"31 |        | [ 6 ] |
| 30 luglio | Semifinale 2 | Caeleb Dressel | Stati Uniti | 49"71 |        | [ 6 ] |
| 31 luglio | Finale       | Caeleb Dressel | Stati Uniti | 49"45 |        | [ 7 ] |

## Programma
| Data           | Ora (UTC+9) | Turno      |
| -------------- | ----------- | ---------- |
| 29 luglio 2021 | 19:43       | Batterie   |
| 30 luglio 2021 | 10:30       | Semifinali |
| 31 luglio 2021 | 10:30       | Finale     |

## Risultati

### Batterie
| Pos. | Batteria | Corsia | Nuotatore            | Nazionalità       | Tempo | Note |
| ---- | -------- | ------ | -------------------- | ----------------- | ----- | ---- |
| 1    | 8        | 4      | Caeleb Dressel       | Stati Uniti       | 50"39 | Q,   |
| 2    | 7        | 4      | Kristóf Milák        | Ungheria          | 50"62 | Q    |
| 3    | 8        | 6      | Jakub Majerski       | Polonia           | 50"97 | Q,   |
| 4    | 8        | 5      | Andrej Minakov       | ROC               | 51"00 | Q    |
| 5    | 7        | 6      | Noè Ponti            | Svizzera          | 51"24 | Q    |
| 6    | 6        | 5      | Josif Miladinov      | Bulgaria          | 51"28 | Q    |
| 7    | 6        | 7      | Luis Martínez        | Guatemala         | 51"29 | Q,   |
| 8    | 6        | 4      | Matthew Temple       | Australia         | 51"39 | Q    |
| 9    | 7        | 7      | Joshua Liendo        | Canada            | 51"52 | Q    |
| 10   | 7        | 5      | Mehdy Metella        | Francia           | 51"53 | Q    |
| 11   | 5        | 1      | Nyls Korstanje       | Paesi Bassi       | 51"54 | Q,   |
| 12   | 8        | 2      | Thomas Shields       | Stati Uniti       | 51"57 | Q    |
| 13   | 6        | 3      | Naoki Mizunuma       | Giappone          | 51"57 | Q    |
| 14   | 7        | 2      | Szebasztián Szabó    | Ungheria          | 51"67 | Q    |
| 15   | 5        | 2      | Youssef Ramadan      | Egitto            | 51"67 | Q,   |
| 16   | 5        | 6      | Sun Jianjun          | Cina              | 51"74 | Q    |
| 17   | 6        | 2      | Federico Burdisso    | Italia            | 51"82 |      |
| 18   | 6        | 6      | Chad le Clos         | Sudafrica         | 51"89 |      |
| 18   | 8        | 7      | Michail Vekoviščev   | ROC               | 51"89 |      |
| 20   | 7        | 3      | Takeshi Kawamoto     | Giappone          | 51"93 |      |
| 21   | 5        | 3      | Tomer Frankel        | Israele           | 51"99 |      |
| 22   | 6        | 8      | Paweł Korzeniowski   | Polonia           | 52"00 |      |
| 23   | 7        | 1      | Marius Kusch         | Germania          | 52"05 |      |
| 24   | 8        | 8      | Jacob Peters         | Gran Bretagna     | 52"07 |      |
| 24   | 4        | 6      | Santiago Grassi      | Argentina         | 52"07 |      |
| 26   | 7        | 8      | Vinicius Lanza       | Brasile           | 52"08 |      |
| 27   | 3        | 2      | Tomoe Hvas           | Norvegia          | 52"22 |      |
| 28   | 4        | 8      | Louis Croenen        | Belgio            | 52"23 |      |
| 29   | 4        | 7      | Antani Ivanov        | Bulgaria          | 52"25 |      |
| 30   | 8        | 1      | David Morgan         | Australia         | 52"31 |      |
| 31   | 6        | 1      | Santo Condorelli     | Italia            | 52"32 |      |
| 32   | 5        | 7      | Matthew Sates        | Sudafrica         | 52"34 |      |
| 33   | 3        | 7      | Dylan Carter         | Trinidad e Tobago | 52"36 |      |
| 34   | 4        | 4      | Quah Zheng Wen       | Singapore         | 52"39 |      |
| 35   | 4        | 3      | Ümit Can Güreş       | Turchia           | 52"44 |      |
| 35   | 3        | 4      | Wang Kuan-hung       | Taipei cinese     | 52"44 |      |
| 37   | 5        | 5      | Simon Bucher         | Austria           | 52"52 |      |
| 37   | 4        | 5      | Jan Šefl             | Rep. Ceca         | 52"52 |      |
| 37   | 3        | 8      | Shane Ryan           | Irlanda           | 52"52 |      |
| 40   | 3        | 6      | Nikola Miljenić      | Croazia           | 52"68 |      |
| 41   | 3        | 1      | Kregor Zirk          | Estonia           | 52"82 |      |
| 42   | 5        | 4      | Jaŭhen Curkin        | Bielorussia       | 52"90 |      |
| 43   | 4        | 1      | Matheus Gonche       | Brasile           | 53"02 |      |
| 44   | 5        | 8      | Joseph Schooling     | Singapore         | 53"12 |      |
| 45   | 2        | 2      | Abeku Jackson        | Ghana             | 53"39 |      |
| 46   | 2        | 5      | Sajan Prakash        | India             | 53"45 |      |
| 47   | 2        | 3      | Abbas Qali           | Kuwait            | 53"62 |      |
| 48   | 2        | 4      | Moon Seung-woo       | Corea del Sud     | 53"59 |      |
| 49   | 2        | 1      | Steven Aimable       | Senegal           | 53"64 |      |
| 50   | 2        | 7      | Navaphat Wongcharoen | Thailandia        | 54"36 |      |
| 51   | 2        | 8      | Davidson Vincent     | Haiti             | 54"81 |      |
| 51   | 2        | 6      | Benjamin Hockin      | Paraguay          | 54"81 |      |
| 53   | 3        | 5      | Daniel Martin        | Romania           | 55"09 |      |
| 54   | 1        | 4      | Salvador Gordo       | Angola            | 55"96 |      |
| 55   | 1        | 5      | Yousif Bu Arish      | Arabia Saudita    | 56"29 |      |
| -    | 1        | 3      | Abdulla Ahmed        | Bahrein           | -     | dq   |
| -    | 3        | 3      | Ihor Troianovskyi    | Ucraina           | -     | dns  |
| -    | 4        | 2      | Gal Cohen Groumi     | Israele           | -     | dns  |
| -    | 8        | 3      | James Guy            | Gran Bretagna     | -     | dns  |

### Semifinali
| Pos. | Semifinale | Corsia | Nuotatore         | Nazionalità | Tempo | Note |
| ---- | ---------- | ------ | ----------------- | ----------- | ----- | ---- |
| 1    | 2          | 4      | Caeleb Dressel    | Stati Uniti | 49"71 | Q,   |
| 2    | 1          | 4      | Kristóf Milák     | Ungheria    | 50"31 | Q    |
| 3    | 2          | 3      | Noè Ponti         | Svizzera    | 50"76 | Q,   |
| 4    | 1          | 3      | Josif Miladinov   | Bulgaria    | 51"06 | Q    |
| 5    | 1          | 5      | Andrej Minakov    | ROC         | 51"11 | Q    |
| 6    | 1          | 6      | Matthew Temple    | Australia   | 51"12 | Q    |
| 7    | 2          | 5      | Jakub Majerski    | Polonia     | 51"24 | Q    |
| 8    | 2          | 6      | Luis Martínez     | Guatemala   | 51"30 | Q    |
| 9    | 1          | 2      | Mehdy Metella     | Francia     | 51"32 |      |
| 10   | 1          | 7      | Naoki Mizunuma    | Giappone    | 51"46 |      |
| 11   | 2          | 2      | Joshua Liendo     | Canada      | 51"50 |      |
| 12   | 2          | 7      | Nyls Korstanje    | Paesi Bassi | 51"80 |      |
| 13   | 1          | 8      | Sun Jiajun        | Cina        | 51"82 |      |
| 14   | 2          | 8      | Szebasztián Szabó | Ungheria    | 51"89 |      |
| 15   | 2          | 1      | Thomas Shields    | Stati Uniti | 51"99 |      |
| 16   | 1          | 1      | Youssef Ramadan   | Egitto      | 52"27 |      |

### Finale
| Pos.    | Corsia | Nuotatore       | Nazionalità | Tempo | Note             |
| ------- | ------ | --------------- | ----------- | ----- | ---------------- |
| Oro     | 4      | Caeleb Dressel  | Stati Uniti | 49"45 |                  |
| Argento | 5      | Kristóf Milák   | Ungheria    | 49"68 |                  |
| Bronzo  | 3      | Noè Ponti       | Svizzera    | 50"74 |                  |
| 4       | 2      | Andrej Minakov  | ROC         | 50"88 |                  |
| 5       | 1      | Jakub Majerski  | Polonia     | 50"92 | Record nazionale |
| 5       | 7      | Matthew Temple  | Australia   | 50"92 |                  |
| 7       | 8      | Luis Martínez   | Guatemala   | 51"09 |                  |
| 8       | 6      | Josif Miladinov | Bulgaria    | 51"49 |                  |